# Euophrys tehuelche
Euophrys tehuelche là một loài nhện trong họ Salticidae.
Loài này thuộc chi Euophrys. Euophrys tehuelche được María Elena Galiano miêu tả năm 1968.